# یاستژبیتس (استان اشوی‌داشکسیه)
یاستژبیتس (به لهستانی: Jastrzębiec) یک منطقهٔ مسکونی در لهستان است که در گمینا ستوپنگتسا واقع شده‌است. یاستژبیتس ۲۰۰ نفر جمعیت دارد.